# In the Air Tonight
«In the Air Tonight» (укр. У повітрі цього вечора) — пісня британського співака і композитора Філа Коллінза, записана в 1979 році і вийшла на його дебютному сольному студійному альбомі Face Value в 1981 році. Також композиція вийшла на однойменному синглі в тому ж році. Цей сингл став першим у сольній кар'єрі Філа Коллінза, що раніше був штатним музикантом і композитором рок-групи Genesis. Композиція «In the Air Tonight» є однією з найвідоміших пісень Коллінза. У тому ж 1981 році виходить однойменний кліп, режисером якого став Стюарт Орме. Мелодія звучить в одній із ключових сцен фільму «Ризикований бізнес» (1983).
Існують кавер-версії у виконанні німецького гітариста Axel Rudi Pell, записана в стилі «мелодійний хеві-метал», а також італійської Nu-Metal групи «Exilia» з однойменною назвою «In the Air Tonight». У липні 2017 року американською металкор-групою In This Moment вийшов альбом що містить цю пісню.

## Список композицій
1. «In the Air Tonight» — 5:29[1]
2. «The Roof Is Leaking» — 3:16

## Чарти
| Чарт (1981)                               | Найвища позиція   |
| ----------------------------------------- | ----------------- |
| ARIA Singles Chart                        | 3                 |
| Austrian Singles Chart                    | 1                 |
| Canadian RPM Top Singles                  | 2                 |
| Dutch Top 40                              | 1                 |
| German Singles Chart                      | 1                 |
| Irish Singles Chart                       | 2                 |
| border New Zealand RIANZ Singles Chart    | 6                 |
| Swedish Singles Chart                     | 1                 |
| Swiss Singles Chart                       | 1                 |
| UK Singles Chart                          | 2                 |
| Billboard Hot 100                         | 19                |
| U.S. Billboard Hot Mainstream Rock Tracks | 2                 |
| Чарт (1988)                               | Найвища позиція   |
| Dutch Singles Chart                       | 17                |
| German Singles Chart                      | 3                 |
| UK Singles Chart                          | 4                 |
| Чарт (2007)                               | Найвища позиція   |
| UK Singles Chart                          | 14                |
| Чарт (2008)                               | Наивысшая позиция |
| border RIANZ Singles Chart                | 1                 |

## Персонал, який брав участь у запису
- Філ Коллінз — клавішні, ударні, вокал
- Дерил Штюрмер (Daryl Stuermer) — гітари, банджо
- Джон Джиблин (John Giblin) — бас-гітара
- Шанкар (Shankar) — скрипки
- Джо Портридж (Joe Partridge) — слайд-гітара

## У масовій культурі
- У фільмі «Мальчишник у Вегасі» цю пісню на роялі виконує Майк Тайсон, який грає роль самого себе.
- Синтезована версія цієї пісні звучить в  трейлері до гри Dead Space 3.
- Eminem у своїй пісні Stan посилається на цю пісню.
- У GTA VCS в одній з місій треба захищати Філа під час виконання цієї пісні від убивць. Після проходження цієї місії можна купити квиток на концерт Філа.